# Ламедон
Ла́медон (др.-греч. Λαμέδων) — восемнадцатый царь Эгиалеи (будущего Сикиона) в греческой мифологии. Его имя означает «блюститель народа».
О нём известно из Павсания, согласно которому, он был младшим сыном Корона и братом шестнадцатого царя Коракса. После того, как Коракс умер бездетным, власть получил Эпопей, который женился на бежавшей из Фив Антиопе (или похитил её), но из-за этого фиванцы пошли войной на Эгиалею. В битве Эпопея убил её дядя Лик и захватил город. Ламедон, чтобы остановить войну, выдал Антиопу, за что Лик назначил его царём и вернулся в Фивы. Воцарившись, Ламедон женился на афинянке Фено, дочери Клития. Она родила ему дочь Зевксиппу.
Когда Ламедон воевал с сыновьями Ахея Архандром и Архителом, то призвал на помощь Сикиона из Аттики, который после победы в награду получил в жёны Зевксиппу и стал его преемником (потом переименовав город в свою честь). Согласно Хронике Евсевия Кесарийского (II, 175), Ламедон правил 40 лет.
О. Группе сопоставил имена персонажей мифа о нём с троянскими, результат считается малоправдоподобным.